# Torpedowce typu Ophir
Torpedowce typu Ophir – holenderskie torpedowce z przełomu XIX i XX wieku. W latach 1900–1903 w stoczniach Yarrow Shipbuilders w Poplar i De Schelde we Vlissingen zbudowano sześć okrętów tego typu. Jednostki weszły w skład Koninklijke Marine w latach 1901–1903, a z listy floty skreślono je w 1919 roku.

## Projekt i budowa
Torpedowce I klasy typu Ophir były powiększoną wersją okrętów typu Hydra . Trzy pierwsze jednostki powstały w Wielkiej Brytanii, a pozostałe zbudowano w stoczni krajowej .
Okręty zbudowane zostały w stoczni Yarrow w Poplar (trzy) i De Schelde we Vlissingen (także trzy) . Stępki okrętów położono w latach 1900–1901, a zwodowane zostały w latach 1901–1903 .
| Okręt       | Stocznia   | Położenie stępki | Wodowanie    | Wejście do służby | Los           |
| ----------- | ---------- | ---------------- | ------------ | ----------------- | ------------- |
| „Ophir”     | Yarrow     | 1900             | 6 marca 1901 | 1901              | wycofany 1919 |
| „Pangrango” | Yarrow     | 1900             | 1901         | 1901              | wycofany 1919 |
| „Rindjani”  | Yarrow     | 1900             | 1901         | 1901              | wycofany 1919 |
| „Smeroe”    | De Schelde | 1901             | 1903         | 1903              | wycofany 1919 |
| „Tangka”    | De Schelde | 1901             | 1903         | 1903              | wycofany 1919 |
| „Wajang”    | De Schelde | 1901             | 1903         | 1903              | wycofany 1919 |

## Dane taktyczno-techniczne
Okręty były torpedowcami o długości całkowitej 46,63 metra, szerokości 4,7 metra i zanurzeniu 2,4 metra . Wyporność normalna wynosiła 105 ton, a pełna 140 ton . Siłownię jednostek stanowiła maszyna parowa potrójnego rozprężania o mocy 1901 KM, do której parę dostarczały dwa kotły Yarrow. Prędkość maksymalna napędzanych jedną śrubą okrętów wynosiła 25 węzłów . Okręty zabierały zapas 32 ton węgla, co zapewniało zasięg wynoszący 2200 Mm przy prędkości 10 węzłów .
Na uzbrojenie artyleryjskie okrętów składały się dwa pojedyncze działa Kruppa kalibru 50 mm L/37 . Broń torpedową stanowiły trzy pojedyncze wyrzutnie kal. 450 mm .
Załoga pojedynczego okrętu składała się z 25 oficerów, podoficerów i marynarzy .

## Służba
Torpedowce typu Ophir zostały przyjęte w skład Koninklijke Marine w latach 1901–1903 . Wszystkie jednostki wycofano ze składu floty w 1919 roku .